# ヨハネス・ケプラー
ヨハネス・ケプラー（Johannes Kepler、1571年12月27日 - 1630年11月15日）は、ドイツの天文学者。天体の運行法則に関する「ケプラーの法則」を唱えたことでよく知られている。理論的に天体の運動を解明したという点において、天体物理学者の先駆的存在だといえる。また数学者、自然哲学者、占星術師という顔ももつ。

## 生涯

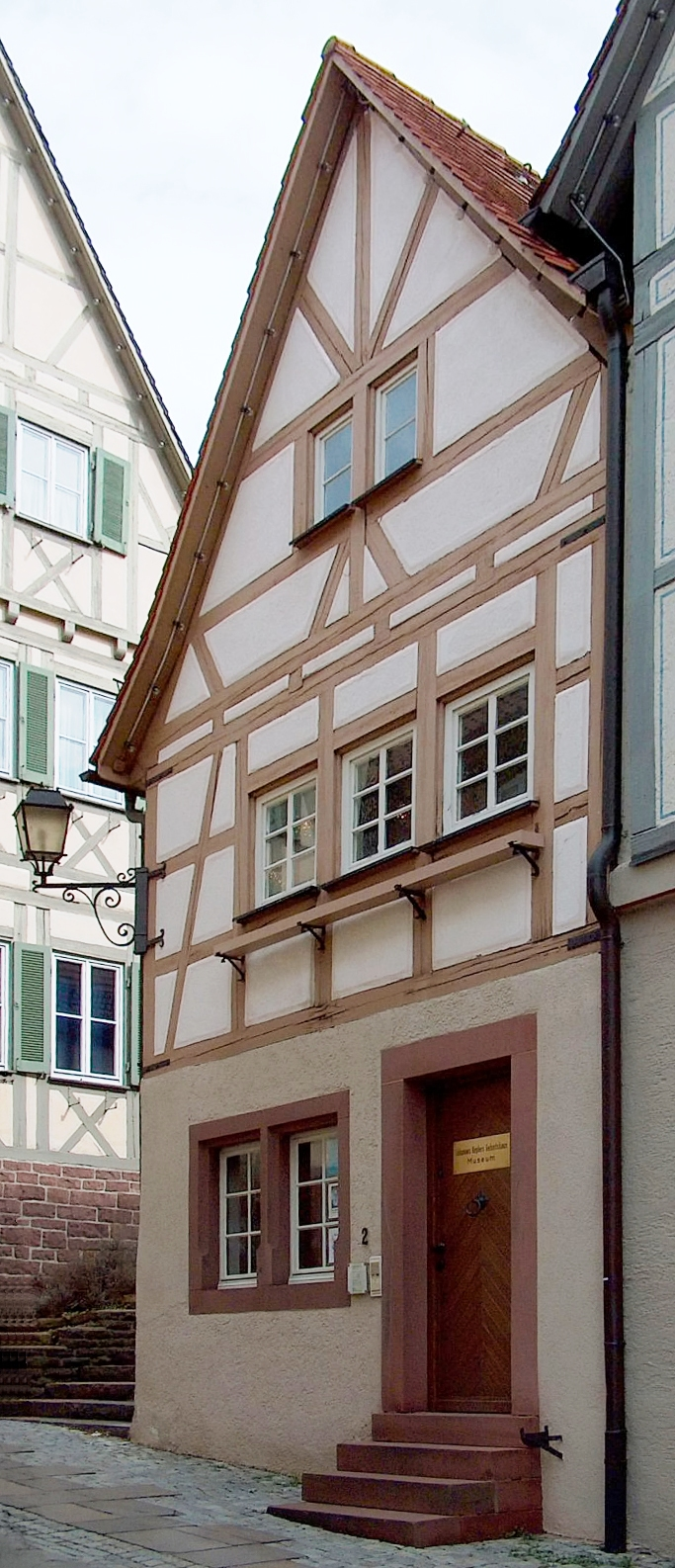
ヨハネス・ケプラーが生まれた家。

ケプラーは1571年12月27日、神聖ローマ帝国にある自由都市ヴァイル・デア・シュタット (現在のドイツのバーデン＝ヴュルテンベルク州のシュトゥットガルト西方約30km）にて居酒屋を営んでいたハインリヒ・ケプラーとカタリーナ・ケプラーの間に生まれた。母のカタリーナは宿屋の娘 Katharina Guldenmannとして生まれ、ヒーラーとして薬草を用いて治療を行っていた人だった。 父方の祖父のSebald Keplerは同市の市長も務めたことのある下級貴族だった（貴族号はヨハネス自身が相続したが、ケプラー家があまりにも貧乏だったため、貴族であったことに言及されることはあまりない）。ヨハネスが生まれた時点で一家にはすでに男の子2人と女の子1人がおり、ケプラー家の経済状況は傾き、貧しくなりつつあった。父のハインリヒは収入を得るため傭兵となり、ヨハネスが5歳の時に家族と離ればなれになった。（そして後年、ヨハネスが17歳の時、父は亡くなることになる。八十年戦争中にネーデルラントにおいて亡くなったと考えられている）。
ヨハネスは4歳の時に天然痘にかかり視力を低下させ、手もいくぶん不自由になった。（なお、ケプラーの人生には天然痘の苦労がつきまとい、晩年には天然痘で妻子を失うことになる。） 6歳の時1577年の大彗星を目撃した（後年、ヨハネスはそれについて「母に連れられて高い場所からそれを観た」と記述）
ケプラー家の信仰はプロテスタントであったが、当時の神聖ローマ帝国においては宗教的対立が高まっていたので、苦難を強いられる原因の一つともなった。

### 教育
学校教育としては、ラテン語学校（＝ヨーロッパの一般的な中等教育。英国のグラマースクールのようなもの）、次いでEvangelische Seminare Maulbronn und Blaubeuren（＝プロテスタント系の神学校の一種）に進学、貧しかったので奨学金を得て通学したのち、1587年に聖職者になることを目指してテュービンゲン大学の神学科給費生の試験を受け合格し、入学。専門課程では哲学をVitus Müllerから学び、神学をJacob Heerbrandから学んだ。またこの専門課程で出会った新プラトン主義にケプラーは傾倒した（この新プラトン主義への傾倒は、ケプラーの後の著書の説明にも色濃く出ている）。
同大学の教養課程でミヒャエル・メストリン（1550―1631）による天文学の講義に出会い、興味を抱き、そこで惑星運行に関してプトレマイオスの宇宙体系（＝宇宙に関する説明）およびコペルニクスの宇宙体系の両方を学ぶことになり、これによってコペルニクスの宇宙体系に開眼し傾倒してゆくことになった。またケプラーは同大学で数学も学んだ。ケプラーは数学の成績が優秀で、またホロスコープを学生仲間のために作ってみせるなどして天文学の技にも優れているとの評判を得た。最終学年、学業を終える時期、ケプラーは本当は牧師になることを望んでいたが、彼に推奨・提示された職は（牧師ではなく）プロテスタント系のグラーツの学校で数学および天文学の教師として教える仕事であった。彼はこれを受諾した。その時ケプラーは23歳だった。そして1594年に同大学を卒業した。

### 就職

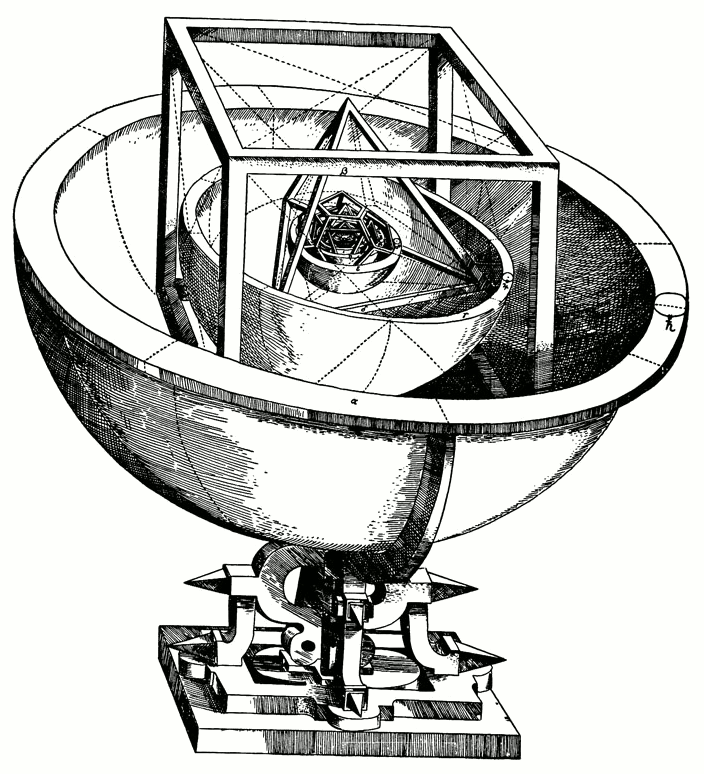
ケプラーが『宇宙の神秘』（1596年刊）に掲載した図。太陽を中心として正多面体が外接や内接することで6つの惑星は距離を保っている、と説明する。ケプラーが学生時代から傾倒していた新プラトン主義的な説明を行った。

卒業した1594年からグラーツの学校（現在のグラーツ大学）で数学と天文学を教えるようになった。1596年には『宇宙の神秘』を出版した。この書は、「太陽を中心として六惑星（水星・金星・地球・火星・木星・土星）が、5個の正多面体につぎつぎと外接・内接することによって、その距離が保たれている」と説明するものであった。また、この書でケプラーはニコラウス・コペルニクスの唱えた太陽中心説（地動説）を全面的に支持した。天文学者の中でコペルニクスの説を全面的に支持したのはケプラーが初めてであり、これを読んだガリレオ・ガリレイはケプラーにその考えを支持する旨の手紙を送った。1597年にはバーバラ・ミューラーと結婚。しかし翌1598年にはグラーツを治めていたオーストリア大公フェルディナント2世がグラーツからのプロテスタントの聖職者と教師の退去を命じ、ケプラーは失職する。
そんな折、1599年、ティコ・ブラーエ (1546-1601) に助手（ケプラーがいうには助手でなく共同研究者）としてプラハに招かれ、ケプラーはこれを受諾しプラハへと移った。ティコは当代きっての大観測家であり、1576年から1597年の21年間、デンマーク（現スウェーデン領）のヴェン島にウラニボリ天文台を建設して天空の観測を続け、さらにプラハでも観測を続けていたのであった。この観測データは望遠鏡のなかった当時、肉眼で観察されたものとしては最高の精度を持っていた。ティコは自らのデータから地動説を支持する証拠を見つけることができず、自ら手を加えた地球中心説（天動説）を提唱していた。ティコのもとで働き始めて1年半後の1601年にティコが亡くなった。ティコは臨終の遺言で、16年におよぶ観測の資料の整理をケプラーに委託した。（こうして観測家ティコの正確で膨大な観測データが理論家ケプラーの手に渡り整理・分析されたことがケプラーの法則発見へとつながり、太陽中心説（地動説）が強化される大きな転機となったのである。）
ティコ亡き後、ケプラーはブラーエの後任のルドルフ2世宮廷付占星術師として引き続き仕え、ティコの残した観測データをもとに研究を続けた。（なお、ティコの遺族にルドルフ2世が支払うはずだった観測データの代金はほとんど支払われず、ケプラーとティコの遺族のあいだには争いが起きた。）ケプラーは1609年、代表作とされる『新天文学』を刊行した。「ケプラーの法則」の第1と第2法則もこの論文におさめられている。1611年には3人の子のうちの一人と妻のバルバラが死去し、1612年にパトロンであったルドルフ2世が亡くなると、ケプラーはプラハを離れ、オーストリアのリンツに州数学官の職を得た。1613年にはズザナ・ロイティンガーと再婚し、1619年には『宇宙の調和』を出版。この中でケプラーの第三法則を発表したが、1620年から1621年には故郷ヴュルテンベルグにおいて母カタリーナが魔女裁判に掛けられたため、その地にとどまって裁判と弁護に奔走した。1621年に無罪判決を勝ち取るとリンツに戻ったが、1626年には反乱軍によってリンツが被害を受けたためウルムへと移り、ここで1627年にはルドルフ表を完成させた。1630年、レーゲンスブルクで病死した。

## 自然哲学

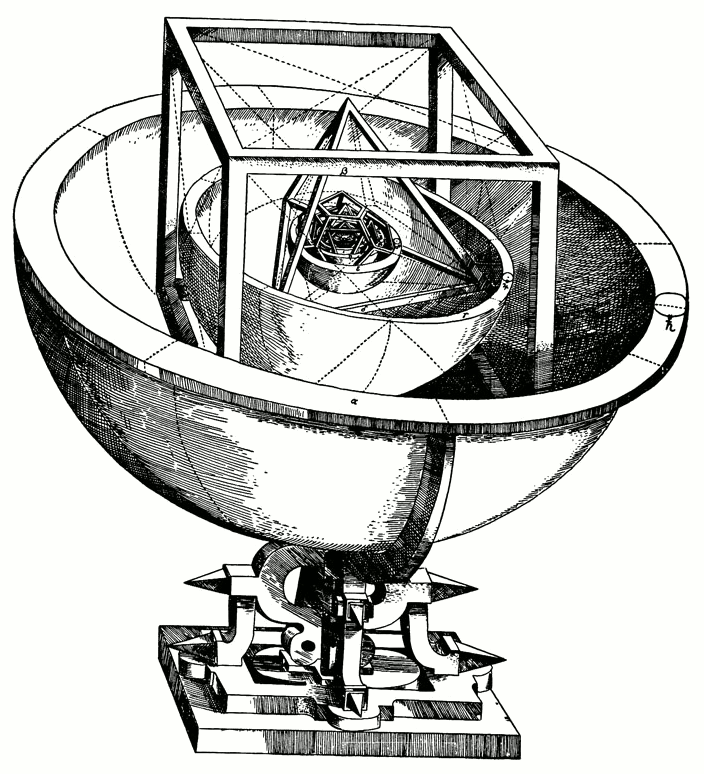
ケプラー初期の多面体太陽系モデル

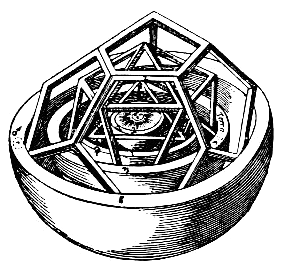
太陽近傍

ケプラーの自然哲学の中心は惑星論にある。ケプラーは「数が宇宙の秩序の中心である」とする点や天体音楽論を唱える点で自然哲学におけるピタゴラス的伝統の忠実な擁護者であった。その反面、ニコラウス・コペルニクスやティコ・ブラーエ、ガリレオ・ガリレイも脱却できなかった円運動に基づく天体論から、楕円運動を基本とする天体論を唱え、近世自然哲学を刷新した。
しかし地動説を認めないカトリック教会により、彼の学術書は全て禁書目録に指定された。
現代の科学者にとってのケプラーの大きな功績は、数学的なモデルを提出するという方法の先駆者となったことである。（彼の提出した具体的なモデルは現代人から見れば誤っている面もあるが、ともかくも）数学的なモデルを構築し提示する、という方法はガリレオ・ガリレイ、アイザック・ニュートンを経て古典物理学の成立へとつながっていった。
ただしケプラーの数学的なモデルは、基本的にはピタゴラス的で、また新プラトン主義的であり、数（数論）や幾何学（正多面体）がきわめて直接的に物（の存在）や物の運動を支配している、調和されている、と考えており、その多くが現代人から見れば奇異なものである。例えば彼が初期に提唱した多面体太陽系モデルは、「惑星が6個存在することは、正多面体が5種類しか存在しないことと関連があるに違いない」というプラトン以来の思考の伝統の枠内にいる。またケプラーは火星の衛星が2個である事を予言したが、これは「地球、火星、木星の衛星の数は等比数列をなしている」という、ピタゴラス的な考え方（思いこみ）によるものである。結果として火星の衛星の数は2個ではあったが、その仮説の前提である木星の衛星の数は、当時知られていた4個よりも遥かに多かったのである。

## ケプラーの法則
ケプラー以前の天文学では「惑星は中心の星の周囲を完全な円軌道で運行する」と考えられていた。「完全なる神は完全なる運動を造られる」と考えられていたのだった。惑星は逆行運動をすることが知られており、それは何故か？ということが問題になっていたが、それは周転円の考えを導入することで解決され、最終的にはクラウディオス・プトレマイオスによって地球中心説（天動説）はほぼ完成し、その精度の高さもあって人々に受け入れられ、長きにわたって「惑星は円軌道で運行する」という理論が信じられた。
ニコラウス・コペルニクスは太陽中心説（地動説）を提唱した。現在、それは「コペルニクス的転回」として、発想の大転換を表現する際に比喩として用いられるが、そのコペルニクスもまた当時の「惑星は円軌道で運行する」という理論に縛られていた。また、プトレマイオスが円軌道上の速度は一定でないとしたのに対して、コペルニクスは一定の速度にこだわった。なお、周転円はプトレマイオス説よりもコペルニクス説の方が多い。『プロイセン星表』を作成したエラスムス・ラインホルトも、コペルニクス同様、周転円の数をプトレマイオスの天動説よりも増やしてしまい、かえって煩雑さを増すという結果となった。
これに対してケプラーは、惑星の運動を歪んだ円もしくは楕円であるとした（ケプラーの第一法則）。ティコによって火星観測の正確なデータが残されていて、（現代人は知っている）実際の地球の軌道は完全な円にかなり近いが火星の軌道は楕円であったので、それが第一法則発見へとつながるデータとして役立った。それまでの理論「惑星の軌道は完全な円」を捨て、仮に「惑星の軌道は楕円」と仮定してみたところ、ティコの観測した結果を説明できることが分かり、後にケプラーの法則とされたのである。この法則に基づいてケプラーが作成した『ルドルフ星表』は『プロイセン星表』の30倍の精度を持ち、ようやく太陽中心説（地動説）は、従来の地球中心説（天動説）よりも単純かつ高精度のものとなり、説得力が増したのであった。
ケプラーの法則は「距離の二乗に反比例する力によって惑星が太陽に引かれている」と示唆する。ケプラーはそのことに気付いており、「太陽と惑星の間に、磁力のような力が存在する」と述べた。その力は、後にアイザック・ニュートンによって「万有引力」であるとされた。ただし、正確には万有引力は惑星を太陽系中心に引き付けているだけで、公転を続けるのは惑星の、軌道に接する面の方向の慣性、角運動量保存の法則による。

## ケプラー予想
ケプラーはまた、球を敷き詰めたときに、面心立方格子が最密になると予想した。
この予想はケプラー予想と呼ばれ、規則正しく敷き詰める場合に関してはカール・フリードリヒ・ガウスによって早々に証明されたが、
不規則な敷き詰め方に関しては、400年もの間未解決の問題であった。ケプラー予想は1998年に、トーマス・C・ヘイルズによって、コンピュータを駆使して解決された。

## ケプラー式望遠鏡
発明したが実際には製作しなかった。

## その他の主な業績
- 光の逆2乗の法則（強さが光源からの距離の二乗に反比例する）を証明した。
- 1631年の水星の太陽面通過を予言した。これはピエール・ガッサンディにより証明された。
- ケプラー多面体を2つ発見した。
- 後にハレー彗星と呼ばれる、1607年の彗星を観測し記録を残した。
- 1604年の超新星を発見･観測した。
- 雪の結晶が必ず正六角形になることを発見した。
- ケプラー予想を提起した。
- ケプラーの八角星を発見した。

## 他
- 欧州補給機（ATV）2号機、アメリカ航空宇宙局の宇宙望遠鏡の名前に彼の名が採用されている。
- 小惑星の(1134)ケプラーは彼の名に因んで命名された。
- ツェントネル ワイン商人がでたらめに量を測っていることに頭にきて定めた単位。厳密に「シュタントネル標準器」と呼ばれる器を作り、これにいっぱい入れたドナウ川の水の2/7を1ツェントネルとした。[11]

## 著書

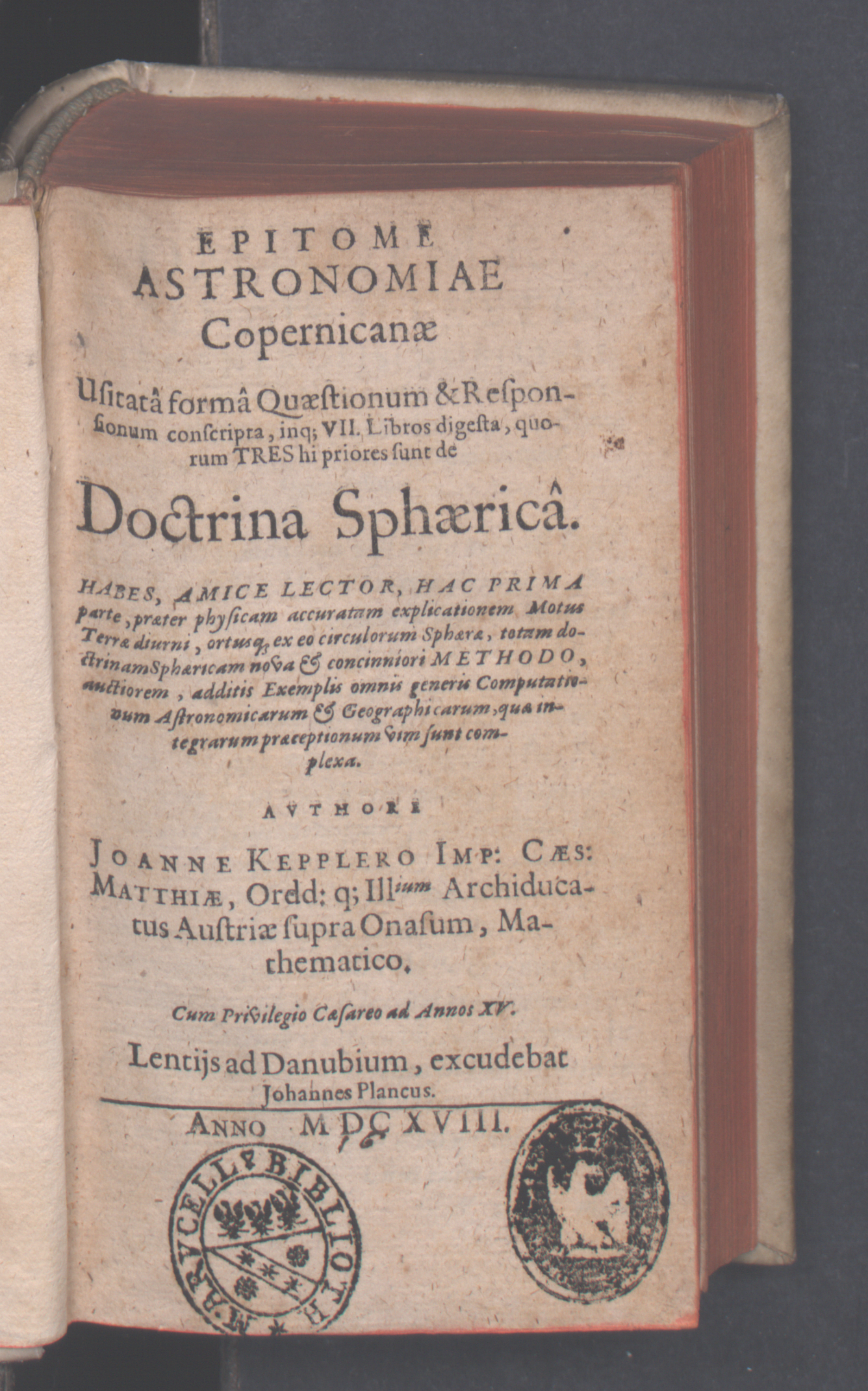
Epitome astronomiae copernicanae, 1618

- The Forerunner of Dissertations on the Universe, Containing the Mystery of the Universe1596年出版（宇宙についての先駆的論述、宇宙の謎を含んで、の意）[12]

以下が日本語訳されている。
- Somnium
  - 『ケプラーの夢』渡辺正雄・榎本恵美子共訳（講談社,1972年、講談社学術文庫 1985年）
- Mysterium cosmographicum
  - 『宇宙の神秘』大槻真一郎・岸本良彦共訳（工作舎、1982/2009年 ISBN 978-4-87502-417-0)
- Harmonice Mundi 1619年出版
  - 『宇宙の調和』岸本良彦訳（工作舎、2009年 ISBN 978-4-87502-418-7）
- Astronomia Nova 1609年出版
  - 『新天文学』岸本良彦訳（工作舎、2013年 ISBN 978-4-87502-453-8）

## 伝記など
- ヨハネス・ケプラー 近代宇宙観の夜明 アーサー・ケストラー 小尾信彌、木村博訳.河出書房新社,1971年。のちちくま学芸文庫
- ケプラーと世界の調和 渡辺正雄編著。共立出版、1991年12月
- ジョン・バンヴィル『ケプラーの憂鬱：孤独な天文学者の半生』高橋和久・小熊令子訳、工作舎、1991年　ISBN 978-4-87502-187-2
- ケプラー疑惑 ティコ・ブラーエの死の謎と盗まれた観測記録 ジョシュア&アンーリー・ギルダー 山越幸江訳。地人書館、2006年6月
- ヨハネス・ケプラー 天文学の新たなる地平へ オーウェン・ギンガリッチ編 ジェームズ・R.ヴォールケル 林大訳。大月書店、2010年9月、オックスフォード科学の肖像